# Aspic (comics)
Pour les articles homonymes, voir Aspic.
Aspic (Death Adder) est le nom de deux supers-vilains appartenant à l'univers de Marvel Comics. L'Aspic original (Roland Burroughs) est apparu pour la première fois dans Marvel Two-in-One (en) #64, en juin 1980, créé par les écrivains Mark Gruenwald et Ralph Macchio. Le second Aspic (Théodore Scoot) est apparu pour la première fois dans Civil War Files #1, en septembre 2006, et est basé sur le concept original d'Aspic.

## Histoire de la publication
Le premier Aspic est apparu pour la première fois dans Marvel Two-in-One #64 (juin 1980), et a été créé par Mark Gruenwald et Ralph Macchio. Son identité est révélée par Rick Remender lors d'une interview pour ComicBookResources comme l'Aspic qui avait été ressuscité.

## Origines

### Le premier Aspic
Roland Burroughs est né à Rochester (New York). Voyou de petite envergure, il fut choisi par la Roxxon Oil Company pour faire partie de la mission consistant à retrouver la Couronne du Serpent. Il fut altéré par le laboratoire mutagène de la Roxxon. Un accident se produisit pendant la transformation, le laissant muet. Durant la mission, l'Escouade des serpents fut opposée à La Chose, Manta et Triton des Inhumains, et appréhendée par les autorités.
Lui et ses anciennes associées, Mamba Noir et Anaconda, sabotèrent une installation de Stark Enterprises. Ils furent battus par Iron Man mais réussirent à fuir.
Ils furent plus tard invités par Sidewinder à rejoindre la Société du serpent. au cours de sa première mission, Aspic affronta Captain America et assassina MODOK.
Quand on lui ordonna de renvoyer Princesse Python au Cirque du Crime, sa soucoupe volante s'écrasa dans le Bronx. En essayant de revenir en taxi à la base, il fut abattu par Scourge, déguisé en chauffeur. Son corps fut retrouvé par Sidewinder.

### Le deuxième Aspic
Après le crossover Secret Invasion, Theodore Scott, le nouvel Aspic, fait son apparition dans la Société du serpent, il est en tout point identique à l'ancien. Il fut battu lors d'une prise d'otage par Nova / Richard Rider.

### Le retour de l'ancien
Lors du cross-over Dark Reign en 2009, Burroughs fit partie des victimes de Scourge ressuscitées par The Hood pour éliminer le Punisher.

## Pouvoirs
- Aspic a été amélioré physiquement par des agents mutagènes. Ses réflexes et son agilité sont du niveau des meilleurs athlètes. Il est assez fort pour soulever 500 kg.
- Grâce à des branchies, il est amphibie. Son corps s'est adapté pour résister à la pression marine (130 mètres sous le niveau de la mer), et sa vision lui permet de voir dans l'eau boueuse de l'océan.
- Il a été équipé d'une queue bionique, armée d'un rangée de pointes métalliques, qu'il contrôle comme un cinquième membre. Cette queue, en plus d'une nageoire dorsale, lui sert aussi de propulsion pour atteindre une vitesse rapide à la natation.

- De même, il porte une armure légère dont les gants possèdent des pointes de titane. Les doigts peuvent être pneumatiquement allongés jusqu'à 38 cm. Aspic utilise parfois du venin de serpent, dans de petits réservoirs insérés dans les gants, et coulant à travers les pointes par un minuscule orifice. Le venin est assez fort pour étourdir ou tuer un être humain. Il emporte toujours des doses d'anti-venin et du sérum sur sa ceinture.
- Roland Burroughs possédait de solides connaissances universitaires en ingénierie.

## Dans d'autres médias

### Télévision
- Aspic apparaît dans Avengers : L'Équipe des super-héros épisodes "Ultron-5" (s1 ep22), "Along Came a Spider..." (s2 ep 13), et "Yellowjacket" (s2 ep18). Il apparaît en tant que membre de la Société du Serpent et ne parle jamais.
- Une version féminine de Aspic fait une apparition dans Marvel Disk Wars: The Avengers.